# Храбовка
Храбовка (слч. Hrabovka) насељено је мјесто са административним статусом сеоске општине (слч. obec) у округу Тренчин, у Тренчинском крају, Словачка Република.

## Становништво
| Година:    | 1994. | 2004.   | 2014.   | 2024.   |
| ---------- | ----- | ------- | ------- | ------- |
| Број људи: | 419   | 431     | 420     | 439     |
| Разлика:   |       | +2,86 % | -2,55 % | +4,52 % |

| Година:    | 2023. | 2024.   |
| ---------- | ----- | ------- |
| Број људи: | 440   | 439     |
| Разлика:   |       | -0,22 % |

Према подацима о броју становника из 2024. године насеље је имало 439 становника.